# 우규승
우규승(禹圭昇, 1941년~)은 대한민국의 건축가이다. 서트 잭슨 어소시에이츠 건축사무소와 뉴욕 도시계획 및 개발부에서 선임 도시설계사로 일했으며, 현재는 미국 건축가 협회의 특별회원으로 활동 중이다.

## 경력
- MIT 부교수
- 하버드 대학교 초빙교수

## 수상 내역
- 2008년: 호암상